# Akcja Wilanów
Akcja Wilanów – akcja bojowo-represyjna Oddziału Specjalnego "Osjan" oraz batalionu Zośka i kompanii wydzielonej Agat, przeprowadzona 26 września 1943 r. w podwarszawskim (wówczas) Wilanowie i Kępie Latoszkowej.

## Geneza
Akcja była wymierzona w niemieckich osadników, mieszkających w Kępie Latoszkowej, którzy współpracowali z niemieckim okupantem, szpiegowali i donosili na Polaków, a także przyczynili się do aresztowania żołnierzy AK z pułku Garłuch i zamordowania żołnierzy Baszty wiosną 1943 roku.

### Reakcje
Na wieść o wytypowaniu do akcji batalionu Zośka, żołnierze baonu protestowali. Nie chcieli brać udziału w akcji, podczas której mieli palić wieś i zabijać niewinnych ludzi. Dzięki interwencji Ryszarda Białousa - Jerzego w Komendzie Głównej Armii Krajowej, batalion miał wykonać tylko część bojową akcji.

## Plan
Według planu akcji, w czasie gdy żołnierze z Osjanu uderzali w kolonistów w Kępie Latoszkowej, szturmowcy z Zośki mieli atakować obiekty w Wilanowie:
- posterunki żandarmerii i policji granatowej na ulicy Klimczaka i Przyczółkowej,
- posterunek niemiecki na szosie powsińskiej,
- koszary niemieckich lotników w pobliżu pałacu wilanowskiego.

Planowano uderzyć na trzy obiekty, by uniemożliwić Niemcom udzielenie pomocy kolonistom z Kępy Latoszkowej. Dowódcą mianowano Władysława Cieplaka ps. Giewont, który otrzymał rozkaz wykonania uderzenia cztery dni przed planowaną akcją. Rozpoznanie należało do Karola Kwapińskiego i Eugeniusza Koechera, a przygotowanie broni do Andrzeja Długoszowskiego. Zbiórka miała odbyć się na cmentarzu wilanowskim tuż po godzinie policyjnej, pomiędzy 20:00 a 21:00. Żołnierze mieli zjawiać się małymi, uzbrojonymi grupkami i meldować u dowódcy, który przebywał w kaplicy cmentarnej. O 22:00 miało nastąpić zerwanie połączeń telefonicznych z Warszawą.
Wymarsz wszystkich grup, z wyjątkiem ubezpieczenia, planowano na godzinę 22:00. Obie drużyny ubezpieczające miały wyruszyć trochę później i założyć miny, aby odciąć drogę oddziałom niemieckim przybywającym na pomoc osadnikom. Reszta miała od razu zająć swoje stanowiska. Znakiem do rozpoczęcia akcji miały być pierwsze odgłosy starcia w grupie lotników.

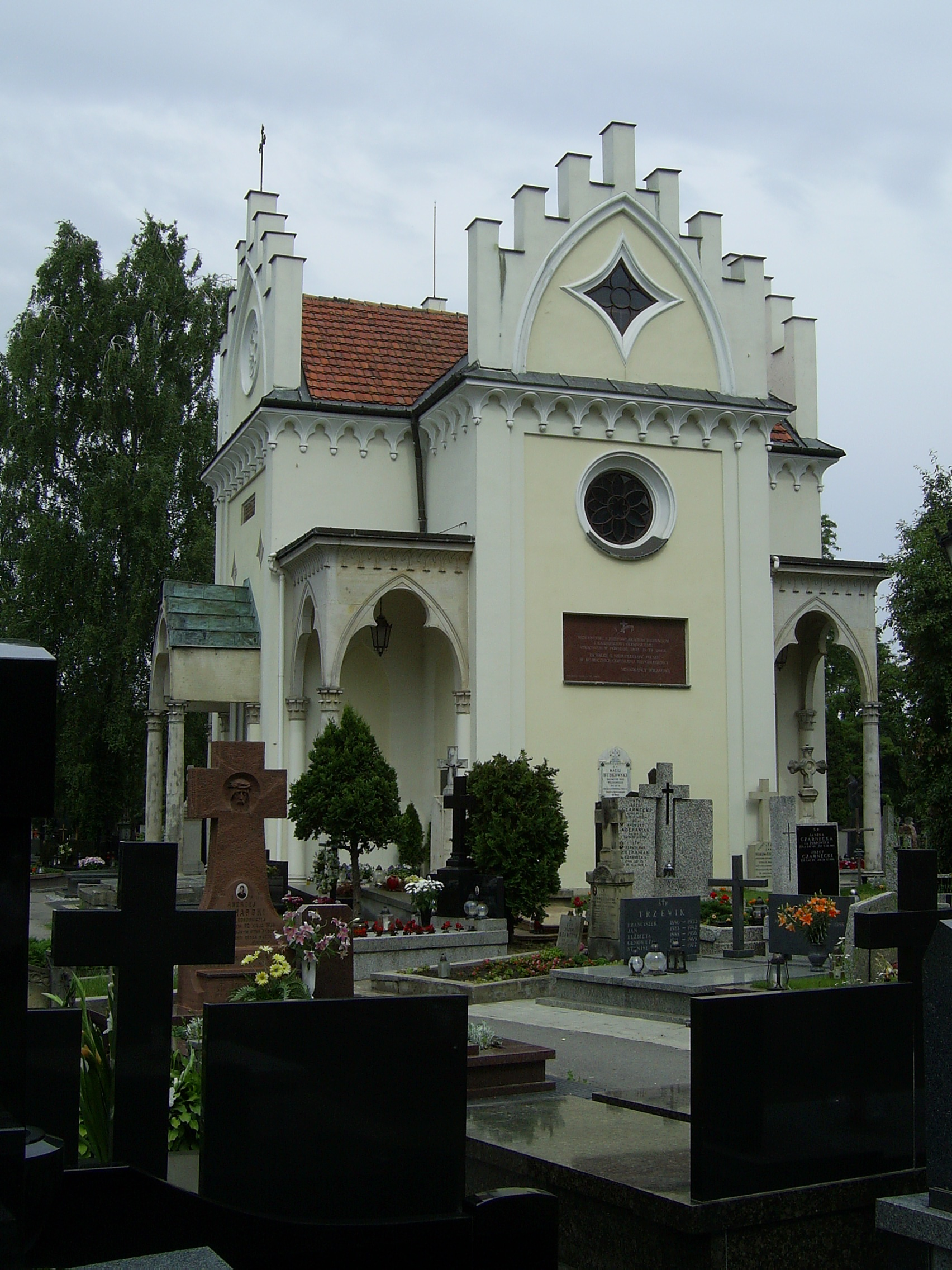
Miejsce postoju dowódcy akcji podczas koncentracji.

Po zakończeniu akcji wszystkie grupy miały udać się do Giewonta. Gdyby akcja przebiegła pomyślnie, odwrót miał nastąpić w stronę Wisły, gdzie znajdowało się miejsce przeprawy. Po przepłynięciu Wisły, szturmowcy mieli udać się do swoich kryjówek, a stamtąd do domów. Ranni mieli trafić do sanitariatu w Chylicach. 

### Grupy
- grupa dowódcy (8 osób) – dowódca: Giewont
- grupa "lotnicy" (17 osób) – dowódca: Antek z Woli
- grupa "posterunek I" (12 osób) – dowódca: Kołczan
- grupa "posterunek II" (7 osób) – dowódca: Karol Czarny
- grupa "streifa" (17 osób) – dowódca - Morro
- grupa "ubezpieczenie I" (6 osób) – dowódca: Niesz
- grupa "ubezpieczenie II" (5 osób) – dowódca: Zawał
- grupa "przeprawa" (18 osób) – dowódca: Sokół
- grupa "sanitariat" (3 osoby) – dowódca: dr Brom

Zadaniem grupy lotnicy była walka z żołnierzami Luftwaffe, stacjonującymi przy pałacu wilanowskim. Posterunek I miał zlikwidować posterunek żandarmerii. Posterunek II miał ubezpieczać walki od strony pałacu. Grupa streifa miała za zadanie atak i likwidację posterunku. Ubezpieczenie I miało ubezpieczać akcję od ul. Powsińskiej, a ubezpieczenie II od Alei Królewskiej.

## Przebieg

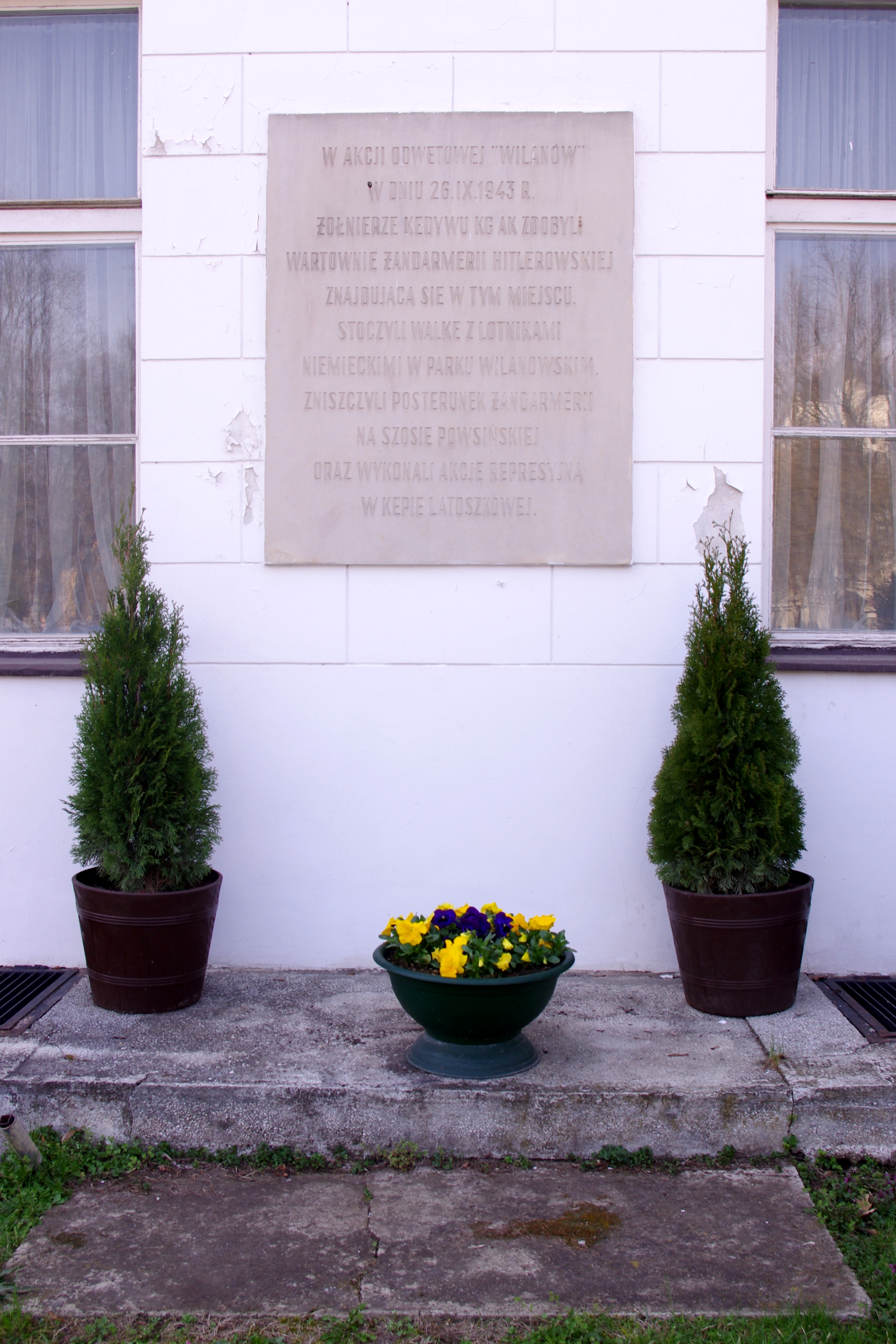
Tablica upamiętniająca Akcję Wilanów przy ul. Stanisława Kostki Potockiego 27 na warszawskim Wilanowie

Wszyscy, choć oddzielnie, przybyli do Wilanowa tramwajem. Okrężną drogą dotarli na godzinę 20:00 na zbiórkę na cmentarz, gdzie stacjonował dowódca akcji. Przed uderzeniem sprawdzono stan ludzi, broni, złożono meldunek Władysławowi Cieplakowi - Giewontowi. Szturmowcy czekali już tylko na posłańca od Konrada Kucharskiego - Sokoła, który miał poinformować o przygotowaniu przeprawy. Goniec zjawił się dopiero przed 22:00.
Jako pierwsi miejsce koncentracji opuścili żołnierze z grupy lotnicy. W drodze zostali oświetleni przez reflektory kolejki, a w rejonie bramy pałacowej ostrzelani przez niemieckich lotników idących z przeciwnej strony. Rozpoczęła się wymiana ognia, padło ranionych trzech żołnierzy (jedną z rannych była Wanda Głuchowska "Justyna"). Szturmowcy najpierw obrzucili sąsiadujący z kordegardą rejon wejścia na pałacowy dziedziniec gospodarczy filipinkami, następnie rozpoczęli ostrzał z peemu. W końcu udało im się wedrzeć do budynku, który okazał się być pusty. Szturmowcy otrzymali rozkaz zabrania rannych. Podczas wycofywania się, kiedy żołnierze Luftwaffe ostrzeliwali żołnierzy z parku, nadszedł rozkaz odwrotu. Myśląc, że koledzy zabiorą rannych sami się ewakuowali, pozostawiając rannych towarzyszy broni samych. Następnego dnia rano ciała dwóch żołnierzy odnaleziono pod kordegardą.
Grupa streifa opuściła miejsce zbiórki zaraz po lotnikach. Żołnierze mieli zaskoczyć niemieckich wartowników, lecz strzały od strony kordegardy uniemożliwiły im zaskoczenie Niemców oraz zdobycie nad nimi przewagi. Zostali ostrzelani przez wartowników posterunku. Panująca tej nocy ciemność powodowała, że nie było widać ani ostrzeliwujących, ani ostrzeliwanych. W tej sytuacji Andrzej Morro wysłał dwóch szturmowców na tył streify i kazał im rzucić w stronę nieprzyjaciela butelki zapalające. Dzięki temu dojrzeli żandarmów, a sami pozostali niewidoczni. Gdy w końcu dostali się do środka, wartowników już nie było.
W momencie gdy grupa posterunek I zbliżała się do drutu kolczastego, otaczającego posterunek żandarmerii, padły pierwsze strzały. Wcześniejsze strzały oraz problemy z przecięciem drutu spowodowały, że im też nie udało się zaskoczyć wroga. Gdy dostali się na teren ogródka, zostali zaatakowani przez Niemców. Trzech żołnierzy wdarło się do budynku i obezwładniło policjantów. Natomiast inni z grupy kontynuowali atak z dworu. Wrzucili butelki zapalające, które się nie zapaliły, rzucili więc filipinkę. Wybuch ogłuszył Eugeniusza Koechera - Kołczana, padł zabity Kazimierz Chruściński - Kazik, a ranny został Juliusz Bogdan Deczkowski - Laudański. Wywiązała się zacięta walka, podczas której został ranny Józef Pleszczyński - Ziutek oraz Andrzej Samsonowicz - Xiążę. Na pomoc walczącym przybyli Andrzej Długoszowski - Długi i Wiesław Krajewski - Sem i dzięki ich pomocy posterunek został zdobyty.
Gdy nadszedł nakaz odwrotu, wśród żołnierzy zapanowała dezorganizacja. Pozostawili, pierwszy i ostatni raz w historii baonu, rannych kolegów. Grupa z Janem Kopałką - Antkiem, Tadeuszem Szajnochem - Cielakiem, Janem Wiśniewskim - Strzegoniem i Ryszardem Zalewskim - Wojdakiem odeszła w kierunku cmentarza, a następnie w kierunku Wisły. Grupy ubezpieczenie I pod dowództwem Stanisława Nowińskiego - Niesza i grupa Sławomira Bittnera - Maćka (który nie miał wcale brać udziału w akcji) same wycofywały się do Warszawy. Po drodze, widząc nadjeżdżających Niemców, schowali się w polu kapusty, po czym ruszyli w stronę stolicy.
Jedynie szturmowcy z grup posterunek I, posterunek II, częściowo Streify i lotników pod dowództwem Krystyna Strzeleckiego - Zawała wycofywali się według planu. Po dotarciu do grupy przeprawa, barką oraz dwiema łodziami rybackimi przedostali się na drugą stronę Wisły i trafili do kryjówki. Nad ranem małymi grupkami powrócili do Warszawy.
Ciężarówką, prowadzoną przez Sema, w kierunku Chylic jechała grupa rannych wraz z Morro, który odpowiadał za ewakuację oraz transport zabitych. W obawie przed niemieckim atakiem jechali po ciemku, bez włączonych reflektorów, przez co wjechali na szlaban. Jazdę utrudniała też pęknięta chłodnica, przez co musieli robić przerwy, by ochłodzić przegrzany silnik. Podczas jednego z postojów nadjechał wóz strażacki, który zatrzymał Andrzej Morro. Część rannych wsiadła na wóz, a pozostali do ciężarówki holowanej przez samochód strażacki. W trakcie drogi zmarł Ziutek. W Chylicach doktor Brom wraz z sanitariuszkami zajął się rannymi oraz pochował dwóch poległych.

## Bilans
Choć samą akcję żołnierze Zośki wspominali źle, to jednak spełniła ona swoje zadanie. Udało się osłonić atak Oddziału Specjalnego w Kępie Latoszkowej, zabito około dwunastu Niemców oraz zdobyto: pistolet maszynowy, sześć karabinów, cztery granaty, sześć hełmów, dwa magazynki oraz bagnet.
Pięciu żołnierzy za akcję otrzymało Krzyż Walecznych: Kołczan, Ziutek, Sem, Smukły oraz Gruby. Długi, Morro, Karol Czarny, Kuba, Florian oraz Kołczan awansowali, a pochwałę otrzymali Mały Jędrek, Laudański, Kazik, Florian, Jerzyk, Jur, Dzik, Żereń, Wit, Wąsik oraz łączniczki Jadzia i Justyna.
Straty poniesione przez batalion: pięciu zmarłych (Smukły, Gruby, Boy, Kazik i Ziutek) oraz siedmiu rannych.
Na tak chaotyczny przebieg akcji złożyło się kilka czynników. Pojawiły się błędy w rozpoznaniu, Antek oraz Morro osobiście nie sprawdzili obiektów, które mieli atakować. Czas pomiędzy wydaniem rozkazu a jego wykonaniem był zbyt krótki. Godzina wyznaczona na początek akcji była zbyt wczesna, kursował tramwaj oraz kolejka, której światła oświetliły grupę lotników. Poza tym, niespodziewanie pojawił się w grupie lotników Maciek i samowolnie przejął dowództwo od Antka, co nie pozostało bez wpływu na wykonanie zadania. Jak zauważył po akcji Władysław Cieplak, "Hasłem rozpoczęcia akcji powinny być pierwsze strzały grupy lotników.", gdy to Niemcy pierwsi otworzyli ogień.

## Skutki
Po akcji Wilanów nastąpiła reorganizacja batalionu. Giewont został zdjęty z dowództwa 2. kompanii, a Antek z dowództwa II plutonu 1. kompanii. Kierownictwo po Antku objął Tadeusz Schiffers, a dowództwo 2. kompanii objął Andrzej Romocki.

## Uczestnicy akcji
- Grupa dowódcy:

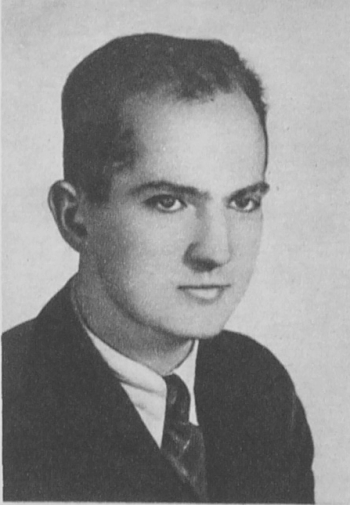
Dowódca akcji Wilanów, Władysław Cieplak-Giewont

  - dowódca - pchor. Władysław Cieplak "Giewont"
  - z-ca pchor. Andrzej Długoszowski "Długi"
  - pchor. Józef Nowocień "Konrad"
  - pchor. Henryk Dąbrowski "Alfred"
  - pchor. Jerzy Zapadko "Mirski"
  - pchor. Kazimierz Kardaś "Orkan"
    - łączniczki:

  - Barbara Szurig "Basia"
  - Jadwiga Prochazka "Jadzia"

- Grupa "lotnicy":
  - dowódca - pchor. Jan Kopałka "Antek z Woli"
  - z-ca Tadeusz Schiffers "Skalski"
  - Jan Wiśniewski "Strzegoń"
  - Stanisław Sadkowski "Stefan Czarny"
  - Henryk Kozłowski "Kmita"
  - Ryszard Zalewski "Wojdak"
  - Leszek Kidziński "Kindżał"
  - Zdzisław Wnorowski "Pirat"
  - Tadeusz Wejrzanowski "Smukły"
  - Władysław Walecki "Gruby"
  - Sławomir Maciej Bittner "Maciek"
  - Andrzej Malinowski "Włodek"
  - Stanisław Stankiewicz "Boy"
  - Tadeusz Szajnoch "Cielak"
  - Jerzy Zastawny "Pręgus"
  - Stanisław Szczęsny "Postrzałek"
  - Wanda Głuchowska "Justyna"

- Grupa "posterunek I":
  - dowódca - Eugeniusz Koecher "Kołczan"
  - z-ca Józef Pleszczyński "Ziutek"
  - Zbigniew Rosner "Roger"
  - Andrzej Makólski "Mały Jędrek"
  - Jan Makowelski "Pytek"
  - Jan Lenart "Jaś"
  - NN "Orlicz"
  - Juliusz Bogdan Deczkowski "Laudański"
  - Kazimierz Chruściński "Kazik"
  - Konrad Okolski "Kuba"
  - Jan Rodowicz "Anoda"
  - Andrzej Samsonowicz "Xiążę"

- Grupa "posterunek II":
  - dowódca - pchor. Karol Kwapiński "Karol Czarny"
  - Jerzy Zakrzewski "Wąsik"
  - Jan Myszkowski-Bagiński "Bajan"
  - Zdzisław Marczewski "Marcelek"
  - Stefan Grotowski "Precelek"
  - Zbigniew Czechowicz "Wit"
  - Henryk Dudziński "Kmicic"

- Grupa "streifa":

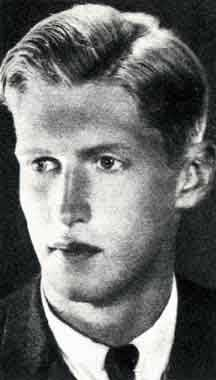
Dowódca grupy "streifa" - Andrzej Romocki "Morro"

  - dowódca - Andrzej Romocki "Andrzej Morro"
  - z-ca Witold Morawski "Witold Czarny"
  - Jerzy Jagiełło "Florian"
  - Jacek Majewski "Sielakowa"
  - Ryszard Klauze "Ryszard"
  - Kazimierz Kodym "Kazik"
  - Jan Reutt "Mietek"
  - Edward Schweitzer "Farys"
  - Jerzy Weil "Jerzyk"
  - Jerzy Grundman "Jur"
  - Jerzy Łukoski "Żereń"
  - Tadeusz Witkowski "Dzik"
  - Stanisław Jastrzębski "Kopeć"
  - Żelisław Olech "Rawicz"
  - Tadeusz Chojko "Bolec"
  - Stanisław Dąbrowski "Cyklon"
  - Kazimierz Łukasiak "Burza"

- Grupa "ubezpieczenie I":
  - dowódca - pchor. Stanisław Nowiński "Niesz"
  - Zdzisław Dobrowolski "Mag"
  - Zygmunt Lutyk "Graf"
  - Jan Kołomyjski "Ossoria"
  - Wiesław Olkiewicz "Pajączek"
  - Zbigniew Chmaj "Ryś"
  - Tadeusz Kostrzewski "Niemira"

- Grupa "ubezpieczenie II":
  - dowódca - Krystyn Strzelecki "Zawał"
  - Henryk Zakrzewski "Kobza"
  - Stefan Kulik "Kos"
  - Witold Juszczak "Kalina"
  - Ryszard Dulniak "Daniel"

- Grupa "przeprawa":
  - dowódca - Konrad Kucharski "Sokół"
  - Jan Stasiakowski "Medyk"
  - Tytus Karlikowski "Tytus"
  - Witold Sikorski "Boruta"
  - Mirosław Szymanik "Wagner"
  - Jan Świątkiewicz "Szczuka"
  - Jerzy Cieślak "Jerzy" (z oddziału AK z Radości)
  - Jerzy Goławski "Słonina" (z oddziału AK z Radości)
  - Gerard Baron "Czarny Janek" (z oddziału AK z Radości)
  - Tolek Leszczka "Wilk" (z oddziału AK z Radości)

- Grupa "sanitariat":
  - dowódca - dr Zygmunt Kujawski "Brom"
  - Marta Klauze "Marta"
  - Maria Całka "Wika"

- Obsada ciężarówki:
  - Wiesław Krajewski "Sem"
  - por. Wanda Gertz "Lena"

## Upamiętnienie
Na ścianie restauracji Wilanów przy ul. Stanisława Kostki Potockiego 27 w Wilanowie widnieje tablica pamiątkowa, przypominająca wydarzenia z 26 września 1943 roku.
Żołnierzy Baszty, których śmierć stała się bezpośrednim impulsem do przeprowadzenia akcji, upamiętnia wolnostojąca tablica pamiątkowa Tchorka przy ul. Wiechy 10.